# Kreis Perleberg
De Kreis Perleberg was een Kreis in het zuiden van de Bezirk Schwerin in de Duitse Democratische Republiek.

## Geschiedenis
Op 25 juli 1952 werden de deelstaten in de DDR opgeheven en werd het land heringedeeld. De Kreis Perleberg ontstond uit het grootste deel van de voormalige Landkreis Westprignitz en behoorde tot de nieuw gevormde Bezirk Schwerin. Bij de Duitse hereniging op 3 oktober 1990 werd de kreis, die sinds 17 mei 1990 als landkreis werd aangeduid, onderdeel van de nieuw opgerichte deelstaat Brandenburg. Op 6 december 1993 werd de Kreis Perleberg opgeheven en met de Landkreis Pritzwalk en delen van de Landkreise Ludwigslust en Kyritz samengevoegd tot de nieuwe Landkreis Prignitz. 
De in het noorden van de kreis liggende gemeenten Brunow en Dambeck werden op 18 juli 1992 bij de Landkreis Ludwigslust gevoegd, de voormalige ortsteile van de gemeente Berger, Pampin en Platschow, werden op dezelfde dag deel van de Landkreis Parchim in de deelstaat Mecklenburg-Voor-Pommeren. Op 1 augustus 1992 werden de gemeenten uit het huidige Amt Lenzen-Elbtalaue vanuit Ludwigslust overgeheveld naar Perleberg.

## Steden en gemeenten
De Landkreis Perleberg omvatte op 3 oktober 1990 44 gemeenten, waarvan drie steden:
- Bad Wilsnack, stad
- Baek
- Bendelin
- Bentwisch
- Berge
- Blüthen
- Boberow
- Breese
- Brunow
- Cumlosen
- Dallmin
- Dambeck
- Garlin
- Glöwen
- Groß Breese
- Groß Warnow
- Grube
- Gülitz
- Hinzdorf
- Karstädt
- Klein Gottschow
- Kleinow
- Kletzke
- Krampfer
- Kribbe
- Laaslich
- Legde
- Mankmuß
- Nebelin
- Netzow
- Perleberg, stad
- Pirow
- Premslin
- Pröttlin
- Quitzöbel
- Quitzow
- Reckenzin
- Retzin
- Rühstädt
- Sükow
- Viesecke
- Weisen
- Wittenberge, stad
- Wolfshagen